# Fellingsbro
Fellingsbro è un'area urbana della Svezia situata nel comune di Lindesberg, contea di Halland.
La popolazione rilevata nel censimento 2010 era di 1 384 abitanti .